# Anden Wienerskole
Anden Wienerskole er en betegnelse, der dækker over en gruppe komponister, som blev uddannedet under Arnold Schönberg (skolen kaldes også Schönberg-skolen) i begyndelsen af 1900-tallet.
Navnet er en reference til, at den første wienerskole kan forstås som wienerklassikkens komponister: Haydn, Mozart, Schubert, Beethoven m.fl.
Den anden skole fulgte vejen fra senromantik gennem atonal ekspressionisme til tolvtonemusik. Den har haft en stor betydning for udviklingen af den klassiske musik gennem de seneste hundrede år. Skolen har således haft betydning for udviklingen af den ny musik, heriblandt serialismen. Deres værker er i dag kanoniseret som centrale i forståelsen af modernisme og avantgarde inden for musikken, ligesom de ofte opføres ved koncerter.
Skolen bestod ud over Schönberg selv primært af hans elever Alban Berg og Anton Webern, som begyndte at studere hos ham allerede i 1904. Efterhånden fik gruppen flere og flere efterfølgere. Efter en periode med helt fri tonalitet udviklede Schönberg i 1920'erne tolvtonetekniken, som blev overtaget og videreudviklet af hans elever.
Trods disse teknikker indebar en radikal fornyelse for publikum, ses Anden Wienerskole som endnu en videreudvikling af wienerklassicistisk tradition, som forudgående var ført videre af komponister som Johannes Brahms og Gustav Mahler. Det var anvendelsen af motiv og tema i variationsform, som blev anset for at knytte Anden Wienerskole sammen med disse forgængere. På dette træk skilte Anden Wienerskole sig fra datidens anden store strømning i musikken, nyklassicismen, i hvilken man bestemt tog afstand fra alle traditioner fra romantikken.
Gruppen opløstes 1930'erne. De vigtigste årsager til dette var Alban Bergs død 1935 og Hitlers magtovertagelse, som tvang Schönberg til eksil i USA på grund af den skarpe censur. Efter 2. verdenskrigs afslutning fik gruppens idéer stor indflydelse på den nye generation af komponister.